# Willi Tillmans
Willi Tillmans (ur. 20 listopada 1888 w Düsseldorfie, zm. 1985 w Hagen) – niemiecki malarz pejzażysta.
Studiował w Akademii Sztuk Pięknych w Düsseldorfie pod kierunkiem Eugena Dückera. Malował przede wszystkim pejzaże, które wiernie oddawały naturę, jego prace odznaczały się bogatą kolorystyką i stosowaniem efektów świetlnych. Najchętniej wykonywał obrazy techniką olejną i akwarelą.